# Greg Brown (cantautor folk)
Greg Brown (nacido Gregory Dane Brown el 2 de julio de 1949) es un cantautor folk de Iowa.

## Inicios
Brown nació en una familia musical y su padre era un pastor Pentecostal . Brown estuvo varios años de gira con una banda antes de regresar a Iowa, donde actuó en vivo y siguió su carrera de cantautor.

## Carrera

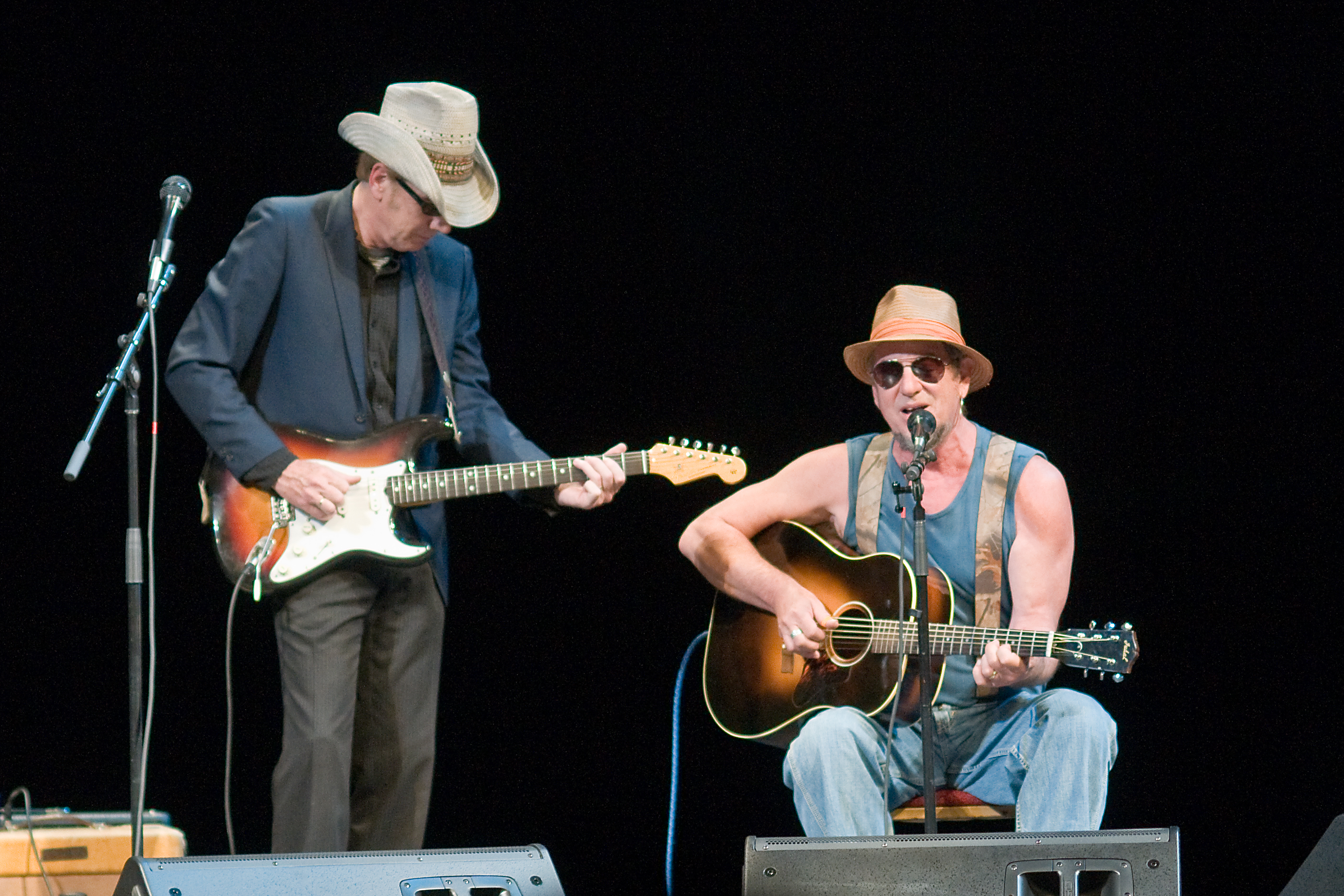
Actuando con Bo Ramsey en Dubuque Iowa en mayo de 2008.

Durante los años 80 Brown giró y actuó frecuentemente en A Prairie Home Companion. Brown se autopublicó dos álbumes, 44 & 66 y El Vals de Iowa. Un amigo suyo fundó una compañía de discos llamada Red House Records y Brown fue su primer artista contratado. Brown ha grabado más de dos docenas de álbumes. En 1986 publicó un álbum llamado Canciones de Inocencia y de Experiencia basado en poemas de William Blake. Su álbum Una Gran Ciudad (1989) ganó un Premio Indie de la Asociación Nacional de Distribuidores de Discos Independientes.
El Juego del Poeta, su CD de 1994, ganó un NAIRD Indie award y ganó no sólo críticas elogiosas sino también el premio Indie para el Álbum de Cantautor del Año. The Live One (1995) quiso convertirse en un favorito de sus seguidores ya que captura el humor, calor, ideas y espíritu de sus legendarios espectáculos en vivo. Su publicación de 1996, Further In, le coronó en todo: los críticos lo llamaron obra maestra y recibió una revisión de cuatro estrellas en Rolling Stone. 
Su publicación de 1997 — Slant 6 Mind — recibió la misma acogida y ganó para Greg su segunda nominación Grammy. En 1999 volvió a publicar Una Noche, un concierto en vivo originalmente publicado en el sello Coffeehouse Extempore. Su álbum Corazón Sólido fue grabado en 1999 durante un concierto benéfico. Dos álbumes siguieron en 2000: Over and Under (Trailer Records) y el aclamado por la crítica Covenant, que ganó el Association for Independent Music’s award para Best Contemporary Folk Album del año 2000. 
En 2002 el álbum, Going Driftless: An Artist’s Tribute to Greg Brown, incluye interpretaciones de sus temas por Ani DiFranco, Gillian Welch y Shawn Colvin.  Brown escribió la canción de homenaje a Kate Wolf: "Kate's Guitar" la cual está disponible en su álbum de 2004, En los Cerros de California, grabado en vivo en el Kate Wolf Memorial Music Festival. Un registro de otro concierto benéfico fue grabado y publicado en 2007 bajo el nombre Perro Amarillo en el sello EarthWorks. También en 2007, Brown fue nominado para un Folk Alliance Award.

## Vida personal
Greg Brown se ha casado tres veces. Tiene tres hijas de su primer matrimonio, Constance Brown, Zoe Brow y Pieta Brown; las tres músicas.
Su hija Pieta Brown es también un cantautora de éxito.
Brown se casa con la cantautora Iris DeMent en noviembre de 2002. En 2005 Brown y su mujer adoptaron una hija de Rusia.

## Discografía
- Hacklebarney (1974) (with Dick Pinney)
- 44 & 66 (1980)
- The Iowa Waltz (1981)
- One Night (1983)
- In the Dark with You (1985)
- Songs of Innocence and of Experience (1986)
- One More Goodnight Kiss (1988)
- One Big Town (1989)
- Down in There (1990)
- Dream Café (1992)
- Friend of Mine (1993) (with Bill Morrissey)
- Bathtub Blues (1993)
- The Poet Game (1994)
- The Live One (1995)
- Further In (1996)
- Slant 6 Mind (1997)
- Solid Heart (1999) (benefit CD)
- Over and Under (2000)
- Covenant (2000)
- Down in the Valley: Barn Aid Benefit Concert (2001)
- Milk of the Moon (2002)
- Live at the Black Sheep (2003)
- If I Had Known: Essential Recordings, 1980-96 (2003)
- Honey in the Lion's Head (2004)
- In the Hills of California (2004)
- The Evening Call (2006)
- Yellow Dog (2007)
- Live from the Big Top (2007)
- Dream City: Essential Recordings, 1997-2006 (2009)
- Freak Flag (2011)
- Hymns to What Is Left (2012)

### Álbumes de tributo
- Songs of Greg Brown (Prudence Johnson)  (1991)
- Going Driftless: An Artist's Tribute to Greg Brown (Various artists) (2002)

### Colaboración
- Hadestown (Anais Mitchell) (2010)